# Mikael Persson
Per Mikael Persson, född 28 april 1959 i Blattnicksele, Sorsele församling, Västerbottens län är en svensk tyngdlyftare. Han tävlade för IFK Umeå.
Persson tävlingsdebuterade som 14-åring den 10 november 1973 vid Ungdoms-DM. Ett år senare tog han silver på ungdoms-SM och årets efter slog Persson det svenska ungdomsrekordet då han ryckte 101,5 kg i 75-kilosklassen. Han slog därefter ytterligare 33 ungdomsrekord. Persson slog även ett flertal seniorrekord i tyngdlyftning.
Persson tävlade för Sverige vid olympiska sommarspelen 1980 i Moskva, där slutade på nionde plats i 100-kilosklassen. Därefter utbildade sig Persson till rörmokare och tävlade för Sundbybergs TK.